# Gokenin

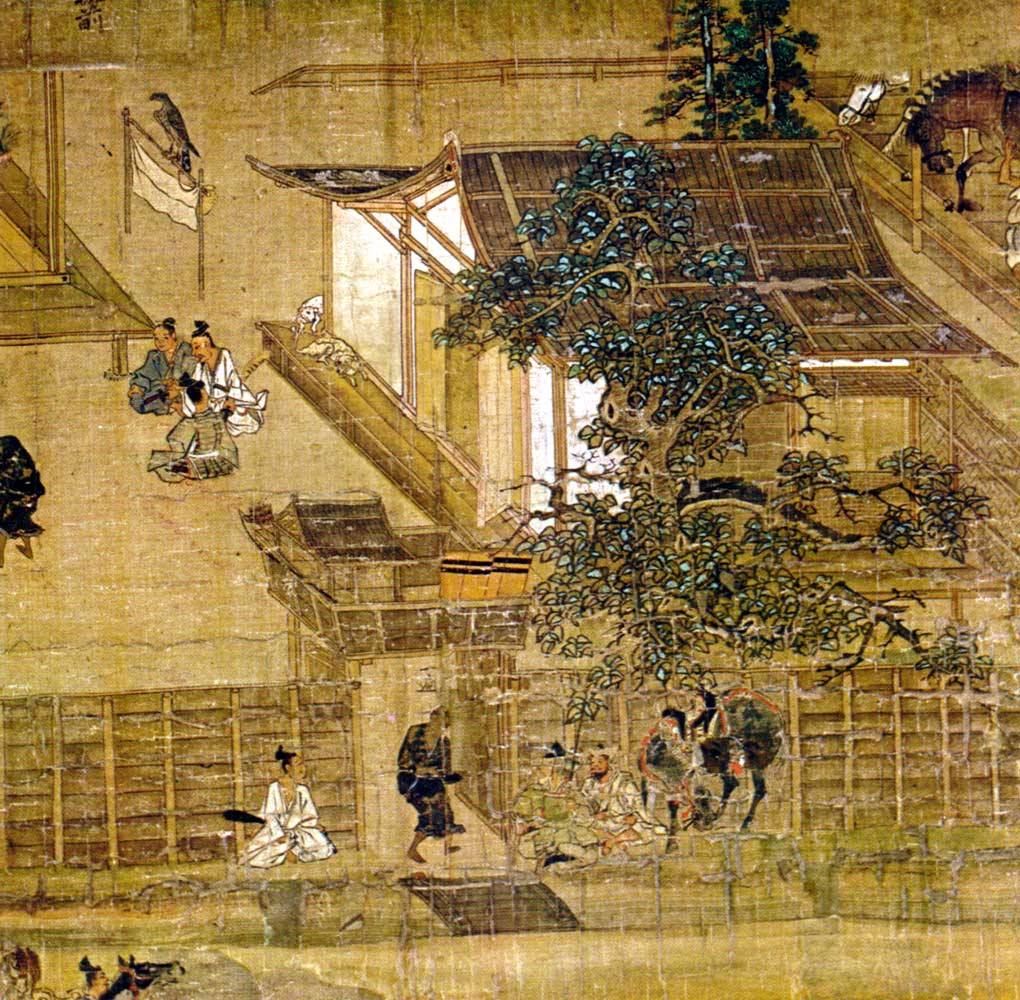
El hogar de un gokenin

Un gokenin (御家人) fue inicialmente un vasallo del shogunato de los períodos Kamakura y Muromachi. A cambio de la protección y el derecho a convertirse en shugo (gobernador) o jitō (señor de la mansión), en tiempos de paz un gokenin tenía el deber de proteger a la corte imperial y a Kamakura, en caso de guerra, tenía que luchar con sus fuerzas bajo el mando y bandera del shōgun.
Desde mediados del siglo XIII, el hecho de que se permitiera a los gokenin convertirse en propietarios de facto de la tierra que administraban, unido a la costumbre que todos los niños gokenin podían heredar, se llevó a la parcelación de la tierra y al consiguiente debilitamiento del shogunato. La clase de gokenin dejó de ser una fuerza significativa durante el período Muromachi y fue suplantada por la figura del daimyō. Durante el período sucesivo de Edo, el término finalmente llegó a indicar un vasallo directo del shōgun debajo de un omemie (御目見), lo que significa que no tenían derecho a una audiencia con el shōgun.

## Etimología
Los términos gokenin y kenin están relacionados etimológicamente pero tienen significados muy diferentes. La confusión puede surgir también porque en los documentos a veces esta última palabra se usa junto con el prefijo honorífico -go (御) (go + kenin). Bajo el sistema legal ritsuryō en uso en Japón desde el siglo séptimo al décimo, un kenin («persona de la casa») era un ser humano que, aunque legalmente era propiedad de una familia, podía ser heredado pero no vendido y, a diferencia de un esclavo, tenía algunos derechos. Por ejemplo, el inventario de la riqueza de un templo menciona trece kenin, entre ellos cuatro mujeres, que en realidad eran sirvientas.
Desde el comienzo de la Edad Media japonesa, la relación entre señores y vasallos tendía, incluso en ausencia de vínculos de sangre reales, a verse como un vínculo ancestral donde cada lado heredaba los derechos y deberes de la generación anterior. Ambas partes pensaron y hablaron de su relación en términos que sugieren parentesco, de ahí el uso del término gokenin, el prefijo "go-" que denota prestigio se agregó después del período Heian. Esta clase social evolucionó durante el shogunato Kamakura basado en la relación personal, contractual y militar entre el shōgun y el gokenin individual. Hasta hace poco, se asumió que el shōgun Kamakura Minamoto no Yoritomo acuñó la palabra y el papel cuando comenzó su campaña para ganar poder en 1180. El Azuma Kagami, diario del shogunato, usa el término desde sus primeras entradas. Sin embargo, la primera evidencia documental confiable de un estado gokenin formal y de registros de vasallos reales se remonta a principios de la década de 1190 y, por lo tanto, parece que el concepto de vasallaje siguió siendo vago durante al menos la primera década de vida del shogunato. En cualquier caso, para esa fecha, los tres roles administrativos principales creados por el shogunato Kamakura (gokenin, shugo (gobernador) y jitō (señor de la mansión)) ciertamente existían. El derecho a nombrarlos era la base misma del poder y la legitimidad de Kamakura.

## Historia

### Caída de Kamakura
Los vasallos gokenin eran descendientes de antiguos dueños shōen, excampesinos o exsamuráis que se habían hecho un nombre en el ejército de Minamoto no Yoritomo durante sus campañas militares contra el clan Taira y fueron recompensados después de la victoria. Ellos y las bandas de samuráis que contrataron, proporcionaron al shōgun la fuerza militar que necesitaba. También recaudaron impuestos locales y gobernaron sobre los territorios que les fueron confiados, pero nominalmente no tenían. Debido a que el shogun había usurpado el poder del emperador para nominarlos, solo le debían lealtad. El título de gokenin se ganó participando en una ceremonia de iniciación, escribiendo el nombre de uno en un registro (myōbu (名簿)) y haciendo un juramento de vasallaje. El gobierno de Kamakura retuvo el poder de designar y destituir, pero por lo demás dejó al gokenin shugo y jitō solos y de forma gratuita para utilizar los ingresos fiscales cuando lo consideraran oportuno. Mientras permanecieron fieles, tuvieron considerable autonomía del gobierno central. Con el tiempo, debido a que los funcionarios gokenin rara vez fueron despedidos, sus poderes y propiedad de la tierra se convirtieron en la práctica hereditaria. Al final del shogunato, el gobierno era poco más que una coalición de estados semiautónomos.

### Gokeninydaimyōs
Después de la caída de Kamakura en 1333, los cambios en el equilibrio de poder obligaron a los Ashikaga a tratar de modificar la economía y la estructura del estado. El proceso de revertir la parcelación extrema de la tierra ocuparía los próximos dos siglos. La dinastía intentó erradicar a los señores de la guerra locales y concentrar el poder en sus manos, pero en realidad esto solo incrementó el nivel de hostilidad. Se apoderó de las tierras del clan Hōjō, de los antiguos gobernantes de Kamakura y de todos los gokenin derrotados, pero al ver a los Ashikaga conservar esas tierras para sí mismos, hasta el punto en que tenían el control directo de casi el 25 % del país, sus propios aliados. Empezaron a temer por sí mismos y por sus herederos. La agitación que siguió dio lugar a un ascenso inadvertido a la figura del señor feudal daimyō, aunque el término no se usaría ampliamente durante la primera mitad del siglo. Muchos daimyōs eran shugo o jitō de extracción de gokenin o incluso nobles, pero la mayoría eran caras nuevas que habían suplantado a sus superiores. Fundamentalmente, porque resistir a los Ashikaga requería un fuerte poder central y una sucesión suave, entre ellos la herencia ya no se compartía, sino que se pasaba intacta a un solo heredero, que a menudo ni siquiera era un pariente de sangre, sino un hombre prometedor adoptado específicamente para ser heredero.

### Estatus posterior
En el período Edo, los gokenin fueron los vasallos de menor rango del shogunato Tokugawa, junto al hatamoto. A diferencia de un hatamoto, un gokenin no tenía el estatus de omemie-ijō (御 目見 以上); en otras palabras, no se le permitió tener una audiencia con el shōgun.